# Ida Schmidt
Ida Karolina Schmidt, född 19 september 1857 i Karlshamns församling, Blekinge län, död 27 december 1932 i Karlshamns församling, Blekinge län, ägde och drev Agdatorps trädgårdsskola, vilken var en av de första trädgårdsskolorna för kvinnor i Sverige. Hon ledamot i stadsfullmäktige från 1911 och ledamot av pensionsnämnden 1914.

## Biografi
Schmidt besökte Heyls trädgårdsskola i Charlottenburg i Tyskland år 1892 och vistades därefter i flera trädgårdar och plantskolor. År 1896–1897 studerade hon vid Norrvikens trädgårdsskola vid Bråviken i Östergötland vilken leddes av Rudolf Abelin, samt vid Roskilde trädgårdsskola på Mön i Danmark. 
År 1900 startade hon trädgårdsskolan Agdatorp i Blekinge, med 14–16 elever per år fram till dess den lades ner 1910. Totalt läste 132 elever vid trädgårdsskolan under dessa tio år.
Hon blev 1911 en av de första 37 kvinnor som valdes till stadsfullmäktige i Sverige, och den första kvinnan i Karlshamns stadsfullmäktige.